# Барон Грей из Коднора

Герб баронов Грей из Коднора

Барон Грей из Коднора — наследственный титул в системе Пэрства Англии. Баронский титул находился в состоянии ожидания 493 года, с 1496 по 1989 год, когда Чарльз Ли Шулдхем Корнуолл-Ли (1903—1996) получил титул 5-го барона Грея из Коднора. Семья Корнуолл-Ли происходила из Ист Холла в Хай Ли, графство Чешир. После смерти 10-го и последнего графа Стэмфорда (1896—1976) в 1976 году лорды Грей из Коднора являются старшей ветвью в доме Греев.

## История
Эта ветвь древней семьи Греев со средних веков владела замком Коднор. Вместе с другими линиями рода Греев, они ведут своё происхождение от нормандского рыцаря Аншетила (Анктила) де Грея, вассала Вильгельма I Завоевателя. Во время правления короля Иоанна Безземельного Генри де Грей (1155—1219) купил поместье Грей Террок в Эссексе у богатой еврейской семьи. Эта покупка была подтверждена королем в 1195 году. Сэр Генри де Грей также приобрел поместья Коднор в Дербишире и Гримстон в Ноттингемшире. Он женился на Изольде, дочери юстициария сэра Хью Бардульфа. После смерти сэра Генри Грея его вдова вторично вышла замуж за сэра Рейнольда де Богуна.
Его второй сын, Джон де Грей (умер в 1266), унаследовал от отца поместье Ширланд, занимал должности шерифа Бедфордшира, Бакингемшира и Херефордшира. Благодаря своему второму браку он приобрел поместья сэра Джона де Хантингфилда. Джон де Грей стал родоначальником баронов Грей из Уилтона и баронов Грей из Ратина. Его младший брат, Уильям де Грей из Кавендиша, Ландфорда и Сандиакра, стал предком баронов Уолсингем. Четвертый брат Генри де Грей умер молодым. Старший сын, Ричард де Грей (ум. 1271), унаследовал отцовский титул и поместья, стал предком последующим баронов Греев из Коднора. Он был видным сторонником короля Генриха III Плантагенета, был назначен хранителем Нормандских островов, руководил охраной английского побережья от возможного французского вторжения. Занимал посты шерифа Хартфордшира и Эссекса, участвовал в военных действиях в Гаскони в 1248—1253 годах. Позднее рассорился с королем и его советниками, перешел на сторону Симона де Монфора и участвовал в битве при Льюисе. В сражении при Ившеме (1265) Ричард де Грей был взят в плен, лишен титула и владений, но позднее был восстановлен в своих правах. Его сын, Джон де Грей, был женат на Люси, дочери сэра Рейнольда де Богуна из замка Данстер в графстве Сомерсет, и Хависе, дочери Уильяма ле Флеминга.

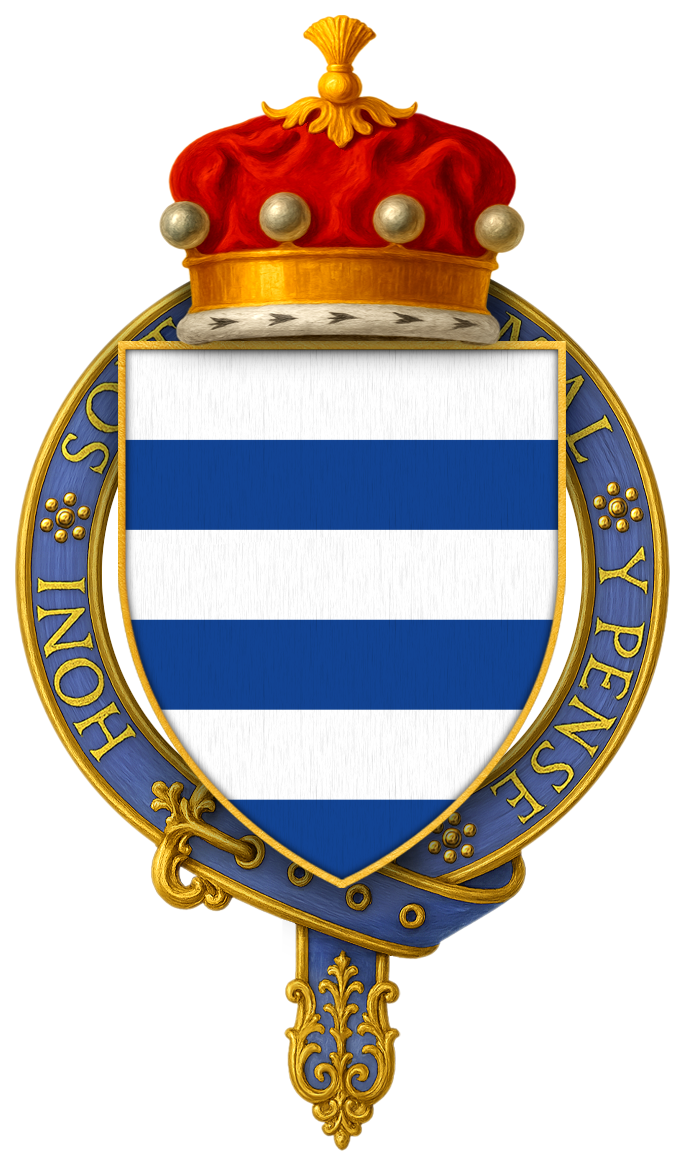
Герб сэра Ричарда Грея, 4-го барона Грея из Коднора

Сэр Генри де Грей (умер в 1308) начал военную службу при Эдуарде I. В 1299 году он был вызван в парламент как лорд Грей из Коднора. В 1294—1297 годах он участвовал в военных действиях в Гаскони. Сэр Генри де Грей участвовал в осаде замка Керлаверок и, возможно, участвовал в неудачной и последней военной кампании короля Эдуарда I в Солуэй-Ферте в 1306—1307 годах. Его первой женой была Элеонора Куртенэ, сестра 1-го графа Девона. После её смерти он вторично женился в 1301 году на Джоан, дочери сэра Ральфа де Кромвеля. Генри де Грей скончался в сентябре 1308 года, оставив троих детей. Его старший сын, сэр Ричард де Грей (1282—1335), был одним из английских лордов, восставших против Диспенсеров, фаворитов короля Эдуарда II Плантагенета, но в 1321 году был амнистирован. Его сын, сэр Джон де Грей (1305/1311—1392), унаследовал земли матери Фицпэйн в Ноттингеме, участвовал в войнах с Шотландией и был награждён Орденом Подвязки. Лорд Грей участвовал в битве при Креси и осаде Кале. Он был назначен хранителем замка Рочестер и женился на Алисе, дочери сэра Уоррена де Л’Айла. Его сын, сэр Генри де Грей (умер в 1379), женился на Джоан де Кобем, дочери одного из выдающихся военачальников короля Эдуарда III, сэра Реджинальда де Кобема, 1-го барона Кобема из Стерборо (около 1295—1361), родоначальника виконтов Кобэм. Их сыном был Ричард де Грей, 1/4-й барон Грей из Коднора (около 1371—1418).
Сэр Ричард сделал выдающуюся карьеру на службе английских королей Генриха IV и Генриха V. 17 сентября 1397 года он был вызван в парламент в качестве лорда Грея из Коднора. Адмирал Темзы и Юга, королевский камергер, заместитель констебля Тауэра, маршал всей Англии и хранитель нескольких замков. Владея значительными землями в валлийской марке, он участвовал в подавлении восстания Оуэна Глендура. Стал стюардом Шервудского леса и констеблем Ноттингемского замка, затем был назначен юстициарием Уэльса. Позднее был отправлен с дипломатической миссией в Гасконь, а в 1417 году участвовал во второй военной кампании Генриха V во Франции. В 1417 году он женился на Элизабет, младшей дочери и сонаследницы Ральфа, 1-го барона Бассета. Лорд Грей скончался 1 августа 1418 года, оставив два сына и три дочери.

Орден Британской империи, которым был награждён Чарльз Ли Шулдхэм Корнуолл-Ли, 5-й барон Грей из Коднора

В 1496 году после смерти Генри де Грея, 7-го барона Грея из Коднора (1435—1496), баронский титул оказался в состоянии ожидания. На титул претендовали потомки его теток, Элизабет Зуш, Элеонора Ньюпорт и Люси Лентолл. В 1926 году Чарльз Уокер, позднее Корнуолл-Ли, впервые представил в парламент свои претензии на баронский титул. В 1934 году Чарльз Корнуолл-Ли скончался, а на баронский титул стал претендовать его сын Чарльз Ли Шулдхем Корнуолл-Ли (1903—1996). В 1989 году Комитет по привилегиям Палаты лордов под председательством лорда Уилберфорса признал законными претензии Чарльза Ли Шулдхема Корнуолла-Ли на титул барона Грея из Коднора в графстве Дербишир. 30 октября того же года королева Елизавета II признала Чарльза Корнуолла-Ли (потомка Люси Лентолл) 5-м бароном Греем из Коднора.

## Первые бароны Грей из Коднора (1299)
- 1299—1308: Генри де Грей, 1-й барон Грей из Коднора (ок. 1256 — сентябрь 1308), сын Джона де Грея (ум. 1271)[1]
- 1308—1335: Ричард де Грей, 2-й барон Грей из Коднора (ок. 1281 — 10 марта 1335), старший сын предыдущего[2]
- 1335—1392: Джон де Грей, 3-й барон Грей из Коднора (1305/1311 — 14 декабря 1392), старший сын предыдущего[3].

## Бароны Грей из Коднора (1397)
- 1397—1418: Ричард де Грей, 1-й (4-й) барон Грей из Коднора (примерно 1371 — 1 августа 1418), сын сэра Генри де Грея, внук сэра Джона де Грея (умер в 1392)[4]
- 1418—1431: Джон де Грей, 2/5-й барон Грей из Коднора (1396 — 14 сентября 1431), старший сын предыдущего[5]
- 1431—1444: Генри де Грей, 3/6-й барон Грей из Коднора (1406 — 14 июля 1444), младший брат предыдущего[6]
- 1444—1496: Генри де Грей, 4/7-й барон Грей из Коднора (1435 — 8 апреля 1496), единственный сын предыдущего[7]. С 1496 года титул в состоянии ожидания.
- 1989—1996: Чарльз Ли Шулдхем Корнуолл-Ли, 5-й барон Грей из Коднора (10 февраля 1903 — 23 декабря 1996), старший сын Чарльза Генри Джорджа Корнуолла-Ли (1876—1934)[8]
- 1996 — настоящее время: Ричард Генри Корнуолл-Ли, 6-й барон Грей из Коднора (род. 14 мая 1936), единственный сын предыдущего[9]
  - Наследник титула: достопочтенный Ричард Корнуолл-Ли (род. 24 марта 1976), старший сын предыдущего[10]
    - Наследник наследника: Каспиан Корнуолл-Ли (род. 6 февраля 2008), старший сын предыдущего[11].